# Saint-Martin-de-Brômes
Saint-Martin-de-Brômes is een oud Provençaals dorpje (gemeente) in de Alpes-de-Haute-Provence in het zuiden van Frankrijk.
Het heeft circa 400 inwoners en wordt door de Colostre doorstroomd. Het dorp is in de vorm van een amfitheater op de helling van een heuvel gebouwd.

## Bezienswaardigdheden
- Tour Templière, stamt uit XIIIe eeuw, met een museum met archeologische vondsten, onder andere een sarcofaag uit de IVe eeuw.
- Kerk uit de XIe eeuw, in 1921 als historisch monument geclassificeerd. De dochter van Jean Giono is hier getrouwd.

## Demografie
Onderstaande figuur toont het verloop van het inwoneraantal van Saint-Martin-de-Brômes vanaf 1962.

Vanwege een beveiligingsprobleem met de MediaWiki Graph-software is het momenteel niet mogelijk deze grafiek weer te geven. Zodra de software is bijgewerkt zal de grafiek vanzelf weer zichtbaar worden.